# Villamorico
Otros usos: para Villamórico, localidad de la provincia de Burgos.
Villamorico es una localidad española, perteneciente al municipio de Laguna de Negrillos, en la provincia de León y la comarca del Páramo Leonés, en la Comunidad Autónoma de Castilla y León.
Los terrenos de Villamorico limitan con los de Laguna de Negrillos al norte, Conforcos al noreste, Cabañeros y Ribera de la Polvorosa al este, Grajal de Ribera al sur, La Antigua al suroeste, Cazanuecos al oeste y Roperuelos del Páramo y Villaestrigo del Páramo al noroeste.